# De gouden friet
De gouden friet is een speciale uitgave uit de reeks stripverhalen van Suske en Wiske.  Het verhaal is speciaal geschreven voor Ozo, een merk frituurvet. 
Het verhaal kwam uit in januari 1990. Het is niet opgenomen in de reguliere Vierkleurenreeks.

## Locaties
- Huis van tante Sidonia, Boeven Uitzend Bureau (BUB), beeldenpark

## Personages
- Suske, Wiske, Schanulleke, tante Sidonia, Lambik, Jerom, professor Barabas, Krimson en zijn bediende Achiel, Dribbel en Babbel, medewerker BUB, buren

## Uitvindingen
- de gyronef

## Het verhaal
Krimson loopt langs het huis van tante Sidonia en hoort dat Suske en Wiske ruzie maken over "gouden friet". Even later zijn Professor Barabas, Jerom en Lambik er ook. Krimson gaat snel naar het BUB om twee handlangers in te huren. Suske en Wiske blijken de Artis-Historiapunten te willen hebben die op de verpakking van het nieuwe vet zit, maar dan krijgt Jerom deze punten te pakken. Dribbel en Babbel willen de frituurpan stelen, wat mislukt als Dribbel zich brandt aan de pan. Schanulleke waarschuwt haar vrienden. Suske achtervolgt op een skateboard de auto van Krimson en zijn handlangers, en komt zo te weten dat Krimson "de gouden friet" wil hebben.
De vrienden besluiten een buurtfeest te houden om Krimson in de val te lokken. Suske en Wiske praten over een kunstwerk van Lambik dat in het park wordt geplaatst en Krimson gaat snel op weg naar het beeldenpark. Met de gyronef wordt een enorme gouden friet naar het park gebracht, er staat een glazen stolp klaar om het kunstwerk te beschermen. De dieven stelen de gouden friet ondanks deze voorzorgsmaatregel, maar dan blijkt Jerom in de gouden friet verstopt te zitten. Hij verslaat de handlangers en professor Barabas vangt Krimsons auto met de gyronef. De vrienden laten de boeven patat bakken voor iedereen op het feest.